# Kanton Aulnoy-lez-Valenciennes
Kanton Aulnoye-Aymeries (francouzsky Canton d'Aulnoy-lez-Valenciennes) je francouzský kanton v departementu Nord v regionu Hauts-de-France. Tvoří ho 20 obcí. Zřízen byl v roce 2015.

## Obce kantonu
- Artres
- Aubry-du-Hainaut
- Aulnoy-lez-Valenciennes
- Bellaing
- Famars
- Haspres
- Haulchin
- Haveluy
- Hérin
- Maing
- Monchaux-sur-Écaillon
- Oisy
- Petite-Forêt
- Prouvy
- Quérénaing
- Rouvignies
- La Sentinelle
- Thiant
- Trith-Saint-Léger
- Verchain-Maugré